# Blang Glumpang
Blang Glumpang is een bestuurslaag in het regentschap Bireuen van de provincie Atjeh, Indonesië. Blang Glumpang telt 339 inwoners (volkstelling 2010).